# Ordine costantiniano di San Giorgio

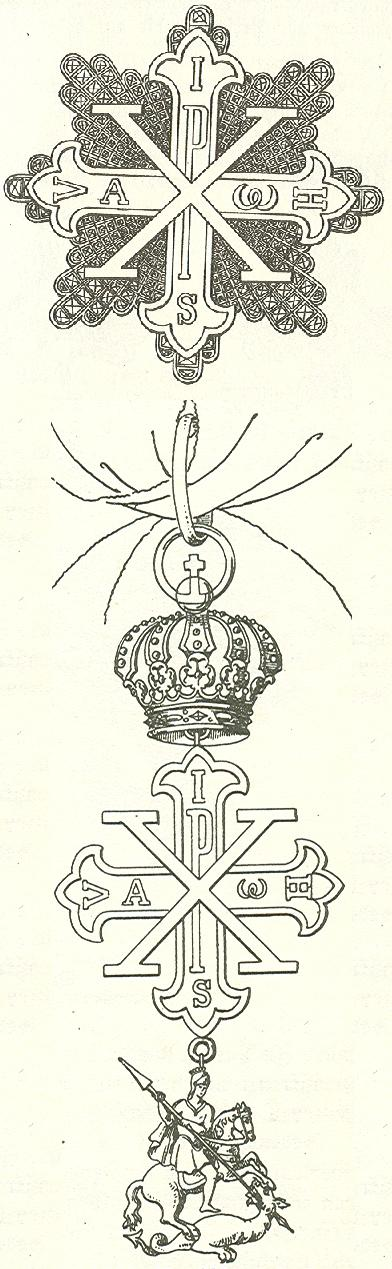
Distintivo e stella dell'ordine di San Giorgio

Il sacro militare Ordine costantiniano di San Giorgio (SMOC) è un ordine equestre sorto nel XVI secolo. Le lettere delle insegne dell'Ordine sono tutte rimandi cristologici: al centro campeggia il cristogramma, rappresentato dalle lettere sovrapposte Chi-Ro (ΧΡ) dell'alfabeto greco; nel braccio orizzontale della croce si leggono la prima e l'ultima lettera dell'alfabeto greco, ossia Alfa e Omega (ΑΩ), a rappresentare il principio e la fine; infine, nelle quattro punte della croce, le lettere latine I.H.S.V. sono l'acrostico del celebre motto costantiniano In Hoc Signo Vinces.
Dal 1816 esistono due ordini omonimi, uno ereditato dalla casata dei Borbone-Parma e l'altro dai Borbone-Due Sicilie. Inoltre dal 1960, l'ordine delle Due Sicilie è conteso da un ramo spagnolo-napoletano (guidato da Pietro di Borbone-Due Sicilie) e da un ramo franco-napoletano (guidato da Carlo di Borbone-Due Sicilie).

## Storia

### Origini mitiche e fittizi legami romani e bizantini
La leggenda vuole che la fondazione dell'ordine sia attribuita tradizionalmente all'imperatore romano Costantino I, nel 313, nonché all'imperatore bizantino Isacco II Comneno, della dinastia degli Angeli (che si dichiarava discendente di Costantino), nel 1190, ad imitazione degli ordini monastico-militari sorti in oriente a seguito delle crociate. Su ordine del gran maestro Alessio V Angelo Flavio Comneno (ovvero Alessio I Comneno), imperatore d'Oriente, i Cavalieri Costantiniani avrebbero partecipato alla prima crociata del 1099; inoltre, nel 1209, avrebbero partecipato alla Crociata Albigese, voluta dal papa Innocenzo III, agli ordini del gran maestro Alessio Andrea Angelo Flavio Comneno.
La leggenda della nascita dell'ordine (che include i presupposti legami con Costantino, San Giorgio e le crociate) appare per la prima volta dopo la caduta di Costantinopoli e la conquista di Rodi da parte degli Ottomani. Benché la leggenda implichi gli imperatori bizantini nella storia dell'ordine, in realtà gli ordini cavallereschi (come questo stesso, i Templari o gli Ospedalieri) non esistevano come istituzione nell'Impero bizantino ma sono legati all'Europa occidentale. Il ruolo degli imperatori bizantini come Gran Maestri dell'ordine è frutto di fabbricazioni successive.
Nel Cinquecento vennero ascritti a Michele VIII Paleologo (imperatore di Costantinopoli, 1261–1282) gli statuti e i privilegi dell'ordine. Questi decreti dell'imperatore (ad oggi giudicati dagli storici fabbricazioni) garantivano alla famiglia degli Angeli Flavi il diritto di creare "Milites Constantinianos, sue aureatos Equites, sub Regula Beati Basilij, & Titulos sanctyi Georgij totius Græcis Patronis, Militantes cum Cruce Rubea signatos, & signo aureo in medio ipsius Crucis…". Avere la figura di Michele VIII Paleologo come uno dei fondatori dell'ordine era particolarmente allettante per gli Angeli Flavi del Cinquecento, poiché questo imperatore aveva provato a riunire le chiese cattolica ed ortodossa al Concilio di Lione II. In realtà questi statuti, datati nei documenti 1293-94, non possono essere autentici poiché l'imperatore era allora morto da più di dieci anni. 

### Nascita dell'ordine
La nascita dell'ordine è invece legata alla famiglia degli Angeli Flavi, una dinastia cattolica dei Balcani. Gli Angeli Flavi reclamavano varie discendenze, tra cui quella da Costantino I (ritenuta dagli storici moderni fittizia) e da Isacco II Angelo (ritenuta improbabile ma possibile dagli storici). La data di nascita esatta dell'ordine è sconosciuta, ma deve essere apparso all'inizio del '500. Fonti secondarie danno notizia che i primi statuti noti dell'ordine risalgono al 1522 ad opera di Giovanni II Cesare Nemagna Paleologos e descrivono l'ordine col nome di «Milizia Aureata Angelica Costantiniana sotto il titolo di Santo Stefano e la protezione di San Giorgio». Tra i "compatrioti" dell'ordine vi era anche la famiglia degli Angeli Flavi. Non è certo se questo ordine fosse quello attuale, di cui poi gli Angeli Flavi abbiano preso il comando, oppure uno precedente.
Un motu priorio di Paolo III, Cum sicut accepimus, datato tra il 1545 e il 1549, conferma i presunti privilegi dati da Michele VIII Paleologo algli Angeli Flavi per la creazione di cavalieri del toson d'oro, ma non menziona l'ordine costantiniano. Nello stesso motu proprio, il papa riconobbe ufficialmente Andrea Angeli Flavi e suo fratello minore Paolo come discendenti dell'imperatore Isacco II Angelo. Ai due fratelli fu inoltre garantito il diritto di ereditare il territorio dell'ex impero bizantino, qualora tale territorio fosse stato recuperato dagli Ottomani. Il papato era ansioso di sostenere i due fratelli e la loro famiglia, poiché una famiglia cattolica di pretendenti bizantini significava la possibilità di restaurare l'Impero bizantino come impero cattolico ed obbediente al papa. Così, il papa diede una conferma legale e storica a tali privilegi e rivendicazioni della famiglia degli Angeli Flavi, ritenuti antichi ma in realtà di fabbricazione recente.
Uno dei primi documenti certi a descrivere l'ordine è da parte di Alessandro Riario, protonotario apostolico e parente alla lontana degli Angeli, che rilasciò il «Processus fulminatus ad favorem Ordinis Militaris, sub titulo sancti Georgij» il 10 giugno 1568. Questo documento contiene la descrizione dell'ordine e i privilegi dei Gran Maestri.
Una delle prime menzioni scritte di questo ordine è costituita dal breve apostolico Quod alias di papa Giulio III, con cui il pontefice riconosceva la dignità di gran maestro dell'ordine ad Andrea Angelo Flavio Comneno. La cronologia storicamente accertata dei gran maestri inizia pertanto da questi, morto nel 1580. Suo fratello Girolamo era stato co-gran maestro a partire dagli anni '70 del XVI secolo fino alla sua morte, ma ad Andrea successe il nipote Pietro II dal 1580 fino alla morte nel 1592. Gli successe a sua volta il figlio maggiore Giovanni Andrea (1569-1630), alla cui morte il magistero passò al nipote Angelo (ancora minore d'età fino al 1634), morto nel 1678. Gli succedettero il fratello Marco, ma per poco, poiché morì l'anno dopo, ed in seguito un altro fratello, Girolamo, morto nel 1687, cui successe il fratello Giovanni Andrea, l'ultimo della famiglia, morto nel 1703. Sopravvisse loro una nipote di nome Laura, figlia di Girolamo, suora nel 1756.

### Periodo Farnese-Parma
L'ultimo discendente del casato, il principe Giovanni Andrea Angelo Flavio Comneno, nel 1698, concesse il gran magistero dell'ordine al duca di Parma Francesco Farnese e il contratto di cessione venne sancito da papa Innocenzo XII il 24 ottobre 1699 con il breve apostolico Sincerae fidei e confermato da papa Clemente XI il 20 aprile 1701 con il breve apostolico Alias feliciter. Gli statuti dell'ordine subirono una revisione nel 1706 e una conferma definitiva della cessione al casato farnense con la bolla papale Militantis Ecclesiae di papa Clemente XI del 1718. In quell'anno il duca scelse come sede dell'ordine la chiesa di Santa Maria della Steccata, da allora detta anche "chiesa magistrale". Tale conferma papale fu anche frutto della costituzione di un reparto militare che combatté in difesa della cristianità. Infatti, a partire dal febbraio del 1717, venne creato il Reggimento Costantiniano, per dare supporto alle truppe della Repubblica di Venezia e del Sacro Romano Impero contro i Turchi in Dalmazia. Il Reggimento, comandato dal conte piacentino Federico dal Verme e da altri nobili, era composto da 8 compagnie, per un totale complessivo di circa 2000 uomini.

### Periodo Borbonico
Nel 1731, con la morte senza eredi dell'ultimo duca, Antonio Farnese, il gran magistero, insieme al ducato, passò al cugino Carlo III di Spagna, figlio di Elisabetta Farnese e re delle Due Sicilie. Dopo il 1736, quando l'Austria occupò Parma, Carlo di Borbone mantenne le sue funzioni di Gran Maestro ed il controllo della chiesa di Santa Maria della Steccata, anche se era già sovrano di Napoli. Carlo di Borbone, divenuto nel 1734 re di Napoli, trasferì la sede dell'ordine nella capitale del suo regno; divenuto poi re di Spagna nel 1759, rinunciò, successivamente, al gran magistero costantiniano, che fu assunto dal figlio Ferdinando, re di Napoli e di Sicilia: la trasmissione fu confermata da papa Clemente XIII, con monitorio del 18 dicembre 1763, e da papa Pio VI, con la bolla pontificia Rerum humanarum conditio nel 1777. 
Il gran magistero dell'ordine rimase ai Borbone-Due Sicilie, anche successivamente alla perdita del trono delle Due Sicilie. I privilegi dell'ordine furono confermati e accresciuti da papa Pio IX nel 1851 (breve apostolico Maxime et praeclarissima), nel 1860 e nel 1863 (brevi del 30 ottobre 1860 e del 25 settembre 1863), e da papa Pio X, nel 1911 e nel 1913 (placet del 7 aprile 1911 e 2 aprile 1913). La Sacra congregazione dei riti concesse al clero dell'ordine speciali regole liturgiche con decreti del 1912, 1914 e 1919.
Maria Luisa d'Asburgo-Lorena, riconosciuta nel 1815 sovrana del Ducato di Parma e Piacenza, con un decreto del 26 febbraio 1816, ripristinò l'Ordine costantiniano di San Giorgio-Parma appartenente al patrimonio araldico dei Farnese a Parma. Da allora esistono due ordini omonimi, uno ereditato dai Borbone-Parma e l'altro dai Borbone-Due Sicilie.

### La contesa dei Borbone Due Sicilie
A sua volta l'ordine napoletano è conteso dalla morte di Ferdinando Pio di Borbone-Due Sicilie nel 1960, insieme al ruolo di capo della casata dei Borbone Due Sicilie, dai rami spagnolo-napoletano e rami franco-napoletano.
L'Ordine Costantiniano (ramo spagnolo-napoletano) fu dichiarato, insieme agli Ordini di Malta e del Santo Sepolcro, essere tutelato o collegato alla Corona di Spagna e alla sua storia dal Ministero degli Affari Esteri spagnolo in base all'Ordine Circolare 4/2014. Il 2 giugno 2017 il Capo del Protocollo e Presentatore degli Ambasciatori spagnolo emise un decreto che affermava che l'Ordine Costantiniano è ufficialmente riconosciuto come storicamente legato alla Corona spagnola in base al Real Decreto del 5 giugno 1916. 
Relativamente alla Legge 178/1951, le due rami dell'Ordine, in tutte e tre le sue declinazioni, è riconosciuto dallo Stato Italiano come "ordine dinastico non nazionale" legittimamente conferibile, ed il suo uso sul territorio italiano è autorizzabile a domanda dal Ministero degli affari esteri.

## Ordini

### Borbone-Due Sicilie
- Ispano-Napoletano: Ordine costantiniano di San Giorgio (Spagna)
- Franco-Napoletano: Ordine costantiniano di San Giorgio (Napoli)

### Borbone-Parma
- Ordine costantiniano di San Giorgio (Parma)

## Posizioni
L'Ordine ritiene incompatibile l'essere cattolico e l'appartenere alla Massoneria, anche in stato dormiente.